# Culicoides polystictus
Culicoides polystictus är en tvåvingeart som beskrevs av Jean-Jacques Kieffer 1921. Culicoides polystictus ingår i släktet Culicoides och familjen svidknott.
Artens utbredningsområde är Paraguay. Inga underarter finns listade i Catalogue of Life.